# إس جي جي جي (لعبة فيديو)
إس جي جي جي (بالإنجليزية: SGGG)‏ أو سيغاغاغاغا (باليابانية: セガガガ) ، هي لعبة فيديو من نوع لعبة تقمص الأدوار أنتجت عام 2001م، وتعمل لنظام دريم كاست وصدرت في اليابان بتاريخ 29 مارس عام 2001م.

## وصلات خارجية
- Hardcore Gaming 101: Segagaga
- DreamcastGaga: Segagaga bonkers swan song for the Dreamcast